# Ионов, Станислав Фёдорович
Станислав Фёдорович Ионов — советский тренер по самбо и дзюдо, Заслуженный тренер СССР по самбо (1980), судья всесоюзной категории, обладатель золотого значка почётного члена Международной федерации самбо.
Тренировался под руководством Льва Турина и Евгения Чумакова.
Окончил ГЦОЛИФК.
В течение 17 лет был главным тренером сборной команды СССР по самбо. Был главным тренером сборной по дзюдо во время подготовки к летним Олимпийским играм 1972 года в Мюнхене. По его настоянию в команду был включён Шота Чочишвили, который стал единственным советским дзюдоистом, завоевавшим олимпийское золото на этих играх.
Кандидат педагогических наук, доцент. Работал тренером в спортклубе «Орлёнок» города Видное.

## Известные ученики
- Ионов, Фёдор Николаевич (1939) — двоюродный брат, чемпион РСФСР по самбо, заслуженный тренер РСФСР.